# كأس بلغاريا 1982–83
كأس بلغاريا 1982–83 هو موسم من كأس بلغاريا. أشرف على تنظيمه اتحاد بلغاريا لكرة القدم، وفاز فيه سسكا صوفيا.